# 5 Armia (USA)
Armia Północna Stanów Zjednoczonych (ang. United States Army North, dawniej Piąta Armia) – związek operacyjny US Army. 
Obecnie z zadaniem obrony własnego terytorium pod dowództwem United States Northern Command. W czasie II wojny światowej była główną formacją amerykańskich sił lądowych w basenie Morza Śródziemnego. Została powołana do życia 4 stycznia 1943 roku w Wadżda, we francuskim Maroko. Następnie brała udział w alianckiej inwazji na kontynent europejski we Włoszech. Dowódcą armii był generał porucznik Mark Clark.

## Historia

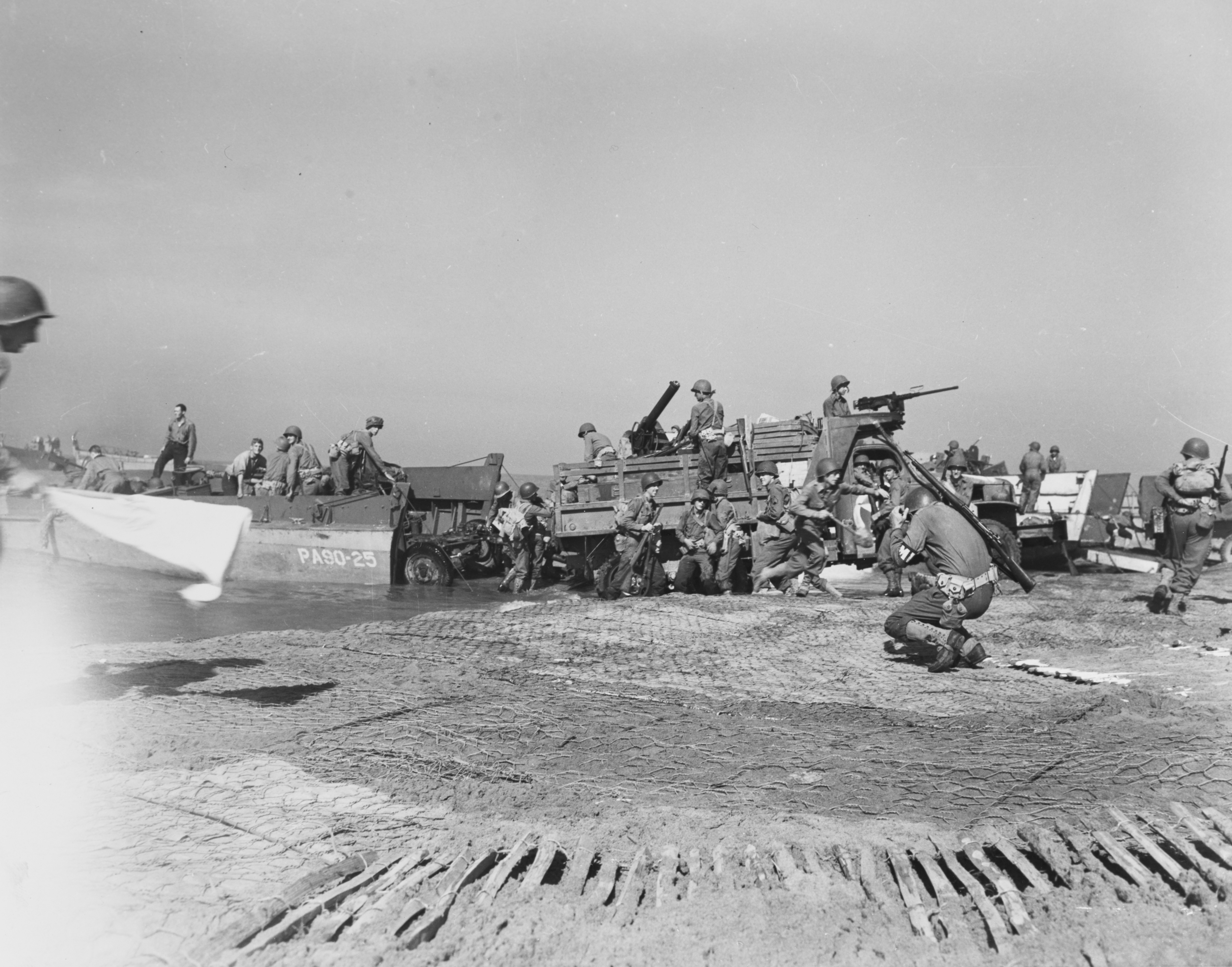
Oddziały 5 Armii pod Salerno, 1943

Piąta Armia zaistniała po raz pierwszy podczas operacji Avalanche (desant pod Salerno) we wrześniu 1943 roku. W związku z niewielką ilością amerykańskich wojsk na śródziemnomorskim teatrze działań, składała się początkowo z jednego amerykańskiego (VI) i jednego brytyjskiego (X) korpusu. Pod Salerno X Korpus lądował na lewym, podczas gdy VI Korpus na prawym skrzydle. Postępy były początkowo niewielkie z winy mało aktywnego dowódcy korpusu amerykańskiego, gen-mjr. Ernesta Dawleya, który został zdymisjonowany. Później, po ciężkim bombardowaniu z morza i z powietrza, oddziały lądujące odzyskały teren i zdołały połączyć się z oddziałami Ósmej Armii brytyjskiej, które lądowały nieco dalej na południe. Siły niemieckie wycofały się.
Przez kilka miesięcy armia posuwała się naprzód, a jej głównym przeciwnikiem była zima w trudnym terenie Apeninów. Sytuacja uległa zmianie, gdy wojska alianckie dotarły do niemieckiej linii obronnej zwanej Linią Gustawa, znakomicie przygotowanej w dolinie rzeki Liri z głównymi pozycjami wokół wzgórza klasztornego Monte Cassino. Nim do tego doszło V Armia została wzmocniona przez II Korpus amerykański. Po niepowodzeniu pierwszego uderzenia na Monte Cassino, postanowiono wykorzystać aliancką przewagę na morzu i dokonać lądowania na tyłach niemieckich, nim nastąpi spodziewane lądowanie sił alianckich w północnej Francji, które będzie wymagało zaangażowania do tego celu wszystkich środków transportowych.
VI Korpus został wycofany z linii i zastąpiony przez Francuski Korpus Ekspedycyjny we Włoszech pod dowództwem generała Alphonsea Juina. Francuzi podjęli drugą próbę zdobycia Monte Cassino (w połączeniu z operacją desantową VI Korpusu), ale ponownie nieudaną. VI Korpus lądował pod Anzio 22 stycznia 1944 w akcji o nazwie kodowej Operacja Shingle, napotykając wiele problemów takich, jak pod Salerno. Brak aktywności ze strony amerykańskiego dowódcy, gen-mjr. Johna Lucasa, w połączeniu z obawami, że VI korpus może zostać oskrzydlony przez Niemców, gdy posunie się zbyt daleko w głąb lądu spowodowały, że desant nie wyszedł poza przyczółek do chwili, gdy wojska alianckie zdobyły Monte Cassino i przełamały linię Gustawa 18 maja 1944 roku. I ponownie jak pod Salerno, desant uratowało bombardowanie z morza i powietrza.

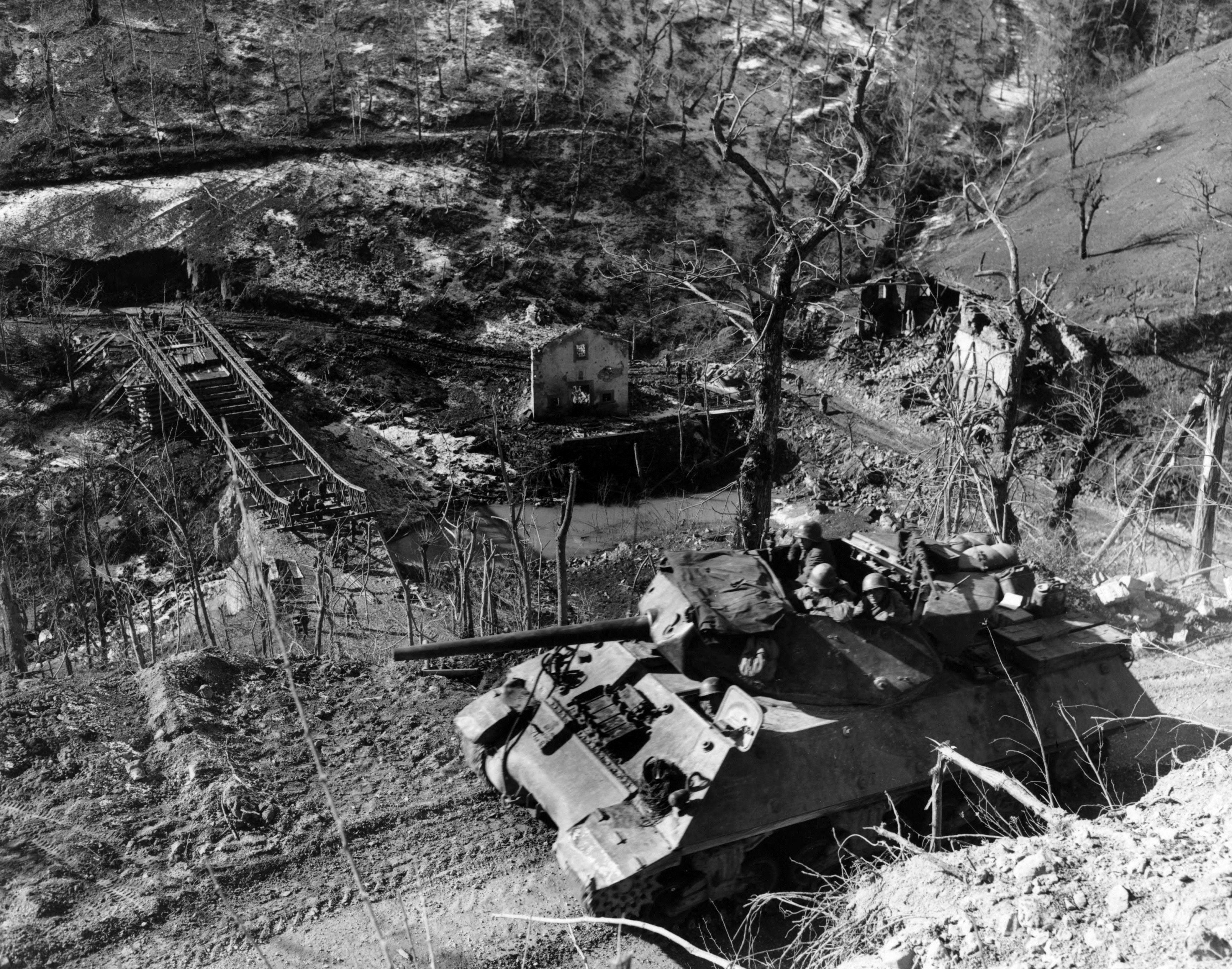
Niszczyciel czołgów 5 Armii w drodze ku Dolinie Padu, 1945

Po strategicznej porażce operacji Shingle, przeprowadzono reorganizację na wielką skalę. Do tej pory największą przeszkodą były Apeniny, skutecznie oddzielające Piątą Armię od brytyjskiej Ósmej Armii. Teraz tę linię podziału przesunięto na zachód tak, by obie armie mogły wspólnie przeć na Rzym. Na wybrzeżu Adriatyku pozostawiono V Korpus brytyjski. Piąta Armia została wycofana spod Cassino, a kolejne ataki na wzgórze prowadziły siły hinduskie, nowozelandzkie i ostatecznie 2 Korpus Polski. Piąta Armia straciła w tej sytuacji X Korpus, uznano bowiem, że lepiej, gdy stanie się ona związkiem taktycznym całkowicie amerykańskim, co rozwiąże niektóre problemy logistyczne.
Przełom nastąpił w maju 1944 roku. Skoordynowane natarcie wszystkich sił alianckich bez V Korpusu (który miał utrzymywać część sił niemieckich nad Adriatykiem), wydało owoce. 2 Korpus zaatakował i zdobył pasmo wzgórz i sam klasztor, Francuski Korpus Ekspedycyjny przełamał prawe skrzydło Linii Gustawa, a VI Korpus wreszcie uwolnił się z przyczółka pod Anzio.
W tym momencie w historii Piątej Armii doszło do wielce kontrowersyjnego działania. Zgodnie ze strategicznym założeniem gen. Harolda Alexandra, dowódcy XV Grupy Armii, VI Korpus miał odciąć drogi odwrotu siłom niemieckim, by Piąta i Ósma Armia mogły je kompletnie wyeliminować z walki. Jednak Clark nie wykonał rozkazu kierując wojska VI Korpusu na Rzym, pozostawiając jedynie niewielkie siły dla blokowania Niemców. Siły te były za słabe, w związku z czym Niemcom udało się bezpiecznie wycofać i utworzyć nową linię obrony na północ od Rzymu. Clark usprawiedliwiał się twierdząc, że od strony Rzymu istniało poważne niemieckie zagrożenie, ale zarówno współcześni, jak i historycy są zgodni, że zamarzyła mu się sława zdobywcy, który pierwszy wkroczył do Wiecznego Miasta.

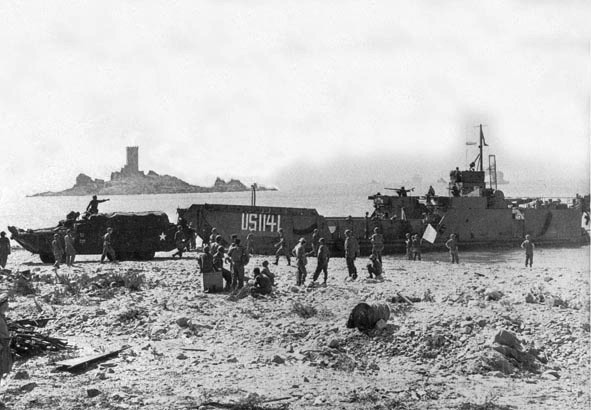
Lądowanie w Południowej Francji

Dwa dni po wyzwoleniu Rzymu rozpoczęła się Operacja Overlord w Normandii. Zgodnie ze strategicznym założeniem aliantów, dla wsparcia Overlord miało nastąpić odciążające lądowanie w południowej Francji. By można je było przeprowadzić, należało wydzielić część sił z sił alianckich we Włoszech. W rezultacie wycofano VI Korpus, który stał się zalążkiem amerykańskiej Siódmej Armii, którą zaczęto formować w celu lądowania we Francji (Operacja Dragoon). Francuski Korpus Ekspedycyjny również został wycofany, by na jego bazie stworzyć Pierwszą Armię francuską, która również miała wziąć udział w Operacji Dragoon. W ciągu dwóch miesięcy liczebność Piątej Armii zmalała z 250 000 do 150 000, czyli odpowiednika 9 dywizji. Wkrótce jednak nadciągnęły uzupełnienia zza oceanu i armię zasilił nowo powołany IV Korpus.
Niemcy utworzyli nową linię obronną na wysokości Pizy i Rimini. Wojska alianckie spędziły kolejną zimę nie będąc w stanie jej przełamać. Tym razem Piąta Armia utknęła w Apeninach, przy czym wiele z jej oddziałów znalazło się na znacznej wysokości, na pozycjach trudnych pod względem bytowym. Podczas tej zimy nastąpiła również zmiana dowództwa. Generał Clark objął dowodzenie XV Grupą Armii, a dowodzenie Piątej Armii objął, w jego miejsce, gen-por. Lucian Truscott. Truscott dowodził armią do końca wojny.
W czasie ostatnich działań przeciwko niemieckiej Grupie Armii C brytyjska Ósma Armia prowadziła ofensywę wzdłuż wybrzeża Adriatyku, zaś Piąta Armia w Dolinie Padu, gdzie wojska amerykańskie wkroczyły do Bolonii tuż za Polakami.  Większość oddziałów niemieckich została przyparta do Padu i zniszczona, lub też pozbawiona broni ciężkiej i środków transportowych, co uczyniło ocalałe oddziały bezbronnymi. W tej sytuacji oddziały II Korpusu Piątej Armii z łatwością prowadziły działania pościgowe w kierunku Genui, Mediolanu i granicy francuskiej.  IV Korpus nacierał na północ w kierunku na Weronę, Vicenzę, a w końcu na Bolzano i przełęcz brenneńską, gdzie nastąpiło spotkanie z oddziałami amerykańskiej Siódmej Armii.
Udział w walkach we Włoszech drogo kosztował Piątą Armię: 109 642 straty w ciągu 602 dni walk. 19 475 żołnierzy zginęło. W październiku 1945 Piąta Armia przeszła we Włoszech w stan spoczynku.

## Po wojnie
Piąta Armia, w roli pokojowej, została odtworzona w roku 1946 w Chicago.
Stała się teraz formacją rezerwową, formalnie odpowiedzialną za szkolenie żołnierzy wielu oddziałów Armii, jak również za obronę terytorialną kontynentalnych Stanów Zjednoczonych. W czerwcu 1971 roku Piąta Armia została przeniesiona do swej obecnej bazy w Fort Sam Houston, w stanie Teksas. W ostatnim czasie Piąta Armia przekazała swe obowiązki formacji rezerwowej Pierwszej Armii, i obecnie jest odpowiedzialna za obronę kontynentalną i pomoc w przypadkach katastrof żywiołowych jako United States Army North.